# Wolfgang Kohlrausch
Wolfgang Kohlrausch (* 20. Dezember 1888 in Hannover; † 7. August 1980 in Freudenstadt; vollständiger Name Wolfgang Gustav Theodor Kohlrausch) war ein deutscher Sportmediziner. Er gilt als einer der Wegbereiter der deutschen Krankengymnastik, wozu er Behandlungstechniken mitentwickelte. Zudem gründete bzw. leitete er mehrere Krankengymnastikschulen. Während der Zeit des Nationalsozialismus arbeitete er auch an anthropometrischen Untersuchungen und erhielt schließlich den ersten deutschen Lehrstuhl für Sportmedizin.

## Leben
Wolfgang Kohlrausch war der Sohn des Sportwissenschaftlers und Filmpioniers Ernst Kohlrausch und der Urenkel des Pädagogen Friedrich Kohlrausch. Über seinen Großvater ist mit dem Sportpädagoge und Wiederentdecker des Diskus Christian Georg Kohlrausch (1851–1934) verwandt.
Als 18-Jähriger begann Wolfgang Kohlrausch 1906 mit dem Studium der Medizin in Göttingen, Marburg, München und Berlin, welches er im Jahr 1914 abschloss. Nach seiner Teilnahme am Ersten Weltkrieg in Belgien und Frankreich, währenddessen er auf Heimaturlaub 1916 Charlotte Troeltsch (Tochter des Marburger Nationalökonomen Walter Troeltsch) heiratete, verfasste er 1918 seine Dissertation mit dem Titel Erkältungskrankheiten unter dem Gesichtswinkel des Krieges. Danach war er von 1920 bis 1935 Arzt in der gymnastischen Abteilung der Chirurgischen Universitätsklinik Berlin und Leiter des Anthropometrischen Laboratoriums der Deutschen Hochschule für Leibesübungen. In dieser Zeit eröffnete er 1926 eine Krankengymnastik-Schule an der Chirurgischen Universitätsklinik. Schließlich habilitierte sich Wolfgang Kohlrausch im Fach „Sporthygiene“ und wurde 1934 zum außerordentlichen Professor an der Universität Berlin berufen. Von 1935 bis 1941 war er Leiter des Sportmedizinischen Instituts an der Medizinischen Fakultät der Universität Freiburg und erhielt die staatliche Anerkennung für seine Krankengymnastik-Schule. Am 24. Mai 1937 beantragte er die Aufnahme in die NSDAP und wurde rückwirkend zum 1. Mai desselben Jahres aufgenommen (Mitgliedsnummer 5.259.689). Kohlrausch wurde zum „Hauptstabsarzt“ der Hitlerjugend (HJ) ernannt.
Kohlrausch war Mitglied im Nationalsozialistischen Kraftfahrkorps als Oberscharführer (1933 bis 1935), ab 1935 (?) im Nationalsozialistischen Deutschen Ärztebund und der NS-Altherrenschaft, ab 1936 HJ-Hauptstabsarzt und ab 1941 im Nationalsozialistischen Deutschen Dozentenbund. Als früheres Mitglied der Studentenverbindung AMV Fridericiana Marburg war Kohlrausch während der NS-Zeit Mitglied der NS-Kampfhilfe, die ab 1938 NS-Altherrenbund hieß.
In der Zeit von 1941 bis 1944 war er Ordinarius für Bewegungstherapie an der von den Nationalsozialisten gegründeten Reichsuniversität Straßburg und war dort auch Leiter einer Krankengymnastikschule. Nach der Befreiung Frankreichs führte er diese Einrichtung bis 1945 in Würzburg weiter. Wolfgang Kohlrausch wurde nach einjähriger Kriegsgefangenschaft in Darmstadt durch ein Spruchkammerverfahren in Wiesbaden als nationalsozialistischer Mitläufer eingestuft.
Nach dem Krieg konnte er seine universitäre Tätigkeit nur im Rahmen von Lehraufträgen fortsetzen, was ihn jedoch nicht davon abhielt, bis ins hohe Alter die entstehende Profession der Krankengymnastik weiter mitzuentwickeln und neue Methoden hierzu zu publizieren. So arbeitete er von 1948 bis 1950 als Hauptfachlehrer an der Physiopraktikerschule am Kantonsspital Zürich bei Albert Böni. Von 1950 bis 1954 hielt er Vorlesungen an der Universität Marburg und tat dies auch noch als 75-Jähriger bis zum Jahr 1963. Er nahm zudem einen Lehrauftrag an der Johann Wolfgang Goethe-Universität Frankfurt am Main (1950–1953) an; die Emeritierung erfolgte 1958. Im Jahr 1964 verwies Kohlrausch „mit Stolz“ auf seine „Freundschaft“ mit Otto Bickenbach, der persönlich im KZ Natzweiler Menschenversuche begangen hatte.
Wolfgang Kohlrausch war von 1954 bis 1959 Leiter des Sanatoriums Hohenfreudenstadt.

## Ehrungen
- Ruhemann-Plakette
- 1959  Großes Bundesverdienstkreuz (1. Juli 1959)[6]
- 1966 Hufeland-Medaille
- 1968 Ferdinand-August-Schmidt-Medaille in Gold
- 1978 Gottfried-Boehm-Medaille

## Zitate
„Die Sportmedizin war weder eine herausragende Disziplin im medizinischen Fächerkanon – im Gegenteil: sie mußte sich als junge Disziplin erst mühsam in universitären Zusammenhängen etablieren –, noch war sie vernachlässigbar. Ohne die Sportmedizin wären die für die verschiedenen Staatsformen so wichtigen sportlichen Erfolge nicht möglich gewesen. … Die Person Wolfgang Kohlrauschs hat in diesem Fall etwas Besonderes: er galt als »Vater der deutschen Krankengymnastik«. Kohlrauschs Verdienst, die Krankengymnastik in Deutschland als lehr- und lernbares Fach in Deutschland implementiert zu haben, bleibt unangefochten. ...“

„Die Besonderheiten in Kohlrauschs Karriere sind zwar im Detail einzigartig, aber grundsätzlich vergleichbar mit denen anderer Wissenschaftler. Fachliche Verdienste trotz Korrumpierbarkeit und Streben nach Macht sind anthropologische Konstanten, die auch vor so einem harmlos anmutenden Fach wie Sportmedizin und Bewegungstherapie nicht halt machen. Im Jahr 1936 erhielt Kohlrausch eine außerordentliche Professur für Sportmedizin an der Universität Freiburg. Gleichzeitig übernahm er die Leitung des Instituts für Sportmedizin. ...“

„Kohlrausch hatte wie die Mehrzahl der Deutschen »die Gestaltung des eigenen Lebensweges ohne größere Widerstände jenen Agenturen und Instanzen des nationalsozialistischen Staates überlassen, die für die Determination der individuellen Entfaltungsmöglichkeiten und Strukturierung der persönlichen Zukunft zuständig waren.« Ein deutscher Arzt, der schon Anfang der zwanziger Jahre in Kürschners Deutschem Gelehrtenkalender erwähnt war, von Hitler persönlich protegiert wurde (als Ordinarius in Straßburg), zur Lichtgestalt der deutschen Krankengymnastik avancierte und das Bundesverdienstkreuz verliehen bekam, ist nicht irgendein Zeitgenosse des letzten Jahrhunderts“

## Schriften
- Erkältungskrankheiten unter dem Gesichtswinkel des Krieges. Med. Diss. 1918, Leipzig 1919.
- Physiologie der Leibesübungen (mit F. A. Schmidt). Leipzig 1922. Medizin und Leibesübungen, Mitteilungen der Gymnastischen Gesellschaft Bern 6 (1922/23), S. 28.
- Klapp’sche Kriechübungen, ein gymnastisches System zur Bekämpfung von Rückenschwächen und Wirbelsäulenverbiegungen. 1923.
- P. Krause, C. Garré (Hrsg.): Massage und Krankengymnastik, Therapie innerer Krankheiten. 1 (1926), S. 379.
- W. Kohlrausch (Hrsg.): Innere Arbeit und Aufgaben des Deutschen Ärztebundes zur Förderung der Leibesübungen, Sportärztetagung Berlin 1925. Jena 1926.
- Über sportärztliche Untersuchungen bei Skiläufern (unveröffentlicht)
- K.A. Worringen (Hrsg.): Methodik der Körpermessungen, Was muß der Arzt von den Leibesübungen wissen? Gesundheit und Sport Bd. 2. München 1927.
- Schulte (Hrsg.): Aufgaben und Ziele des Deutschen Ärztebundes zur Förderung der Leibesübungen, Physiologie und Medizin. Stuttgart 1928.
- Unser Körper. Handbuch der Anatomie, Physiologie und Hygiene der Leibesübungen (mit F. A. Schmidt), Leipzig 1928.
- F.J.J. Buytendijk (Hrsg.): Zusammenhänge von Körperform und Leistung – Ergebnisse der anthropometrischen Messungen an den Athleten der Amsterdamer Olympiade, Ergebnisse der sportärztlichen Untersuchungen bei den IX. Olympischen Spielen Amsterdam 1928. Berlin 1929.
- A. Zimmer (Hrsg.): Massage und Gymnastik bei Gelenkerkrankungen, Die Behandlung der rheumatischen Krankheiten. Leipzig 1930.
- Kraftverbrauch und Stoßwirkung beim Fahren auf Fahrrädern mit Ballon- bzw. Volldruckreifen. In: Münchener Medizinische Wochenschrift 77 (1930), S. 399.
- Hockergymnastik, eine Krankengymnastik und Körperschule im Sitzen (mit Hede Leube). Leipzig 1933/1953/1959/1963/1967/1977.
- Beutelspirometer, Die Gasmaske 5 (1933), S. 45–50.
- Leibesübungen und Gesundheitspflege, Berlin 1936.
- Gymnastische Frauenbehandlung (mit Hede Leube), Jena 1936, 1948, 1953, 1958.
- Robert Hördemann u. Gerhard Joppich (Hrsg.): Die körperliche Leistung. Ihre Steigerung und Grenzen im Kindes- und Jugendalter, Die Gesundheitsführung der Jugend. München 1939, S. 88–150.
- Lehrbuch der Krankengymnastik für innere Krankheiten (mit Hede Leube). Jena 1940/1943/1948/1954/1958.
- Krankengymnastik in der Chirurgie. Berlin 1954.
- Bewegungstherapie bei Konstitutions- und inneren Krankheiten, Lehrbuch der Sportmedizin. A. Arnold, Leipzig 1956.
- K. Hansen, K. Bloch (Hrsg.): Massage und Krankengymnastik, Therapeutische Technik für die ärztliche Praxis. Stuttgart 1956, S. 483–536.
- S. Licht (Hrsg.): Die Entwicklung der Bewegungstherapie in den deutschsprachigen Ländern seit 1800, History of Physical Medicine. Cambridge MA 1958.
- Rheuma-Gymnastik. Stuttgart 1966.
- Alt werden – Gesund bleiben (mit Kurt Trumpa). Stuttgart 1966.
- Krankengymnastik in der Frauenheilkunde (mit Hede Leube). Stuttgart 1968
- Bewegungstherapie und Rehabilitation (mit Sohn Arnt Kohlrausch). Stuttgart 1971.